# Сесурас
Сесу́рас (гал. Cesuras, ісп. Cesuras) — муніципалітет в Іспанії, у складі автономної спільноти Галісія, у провінції Ла-Корунья. Населення — 2219 осіб (2009).
Муніципалітет розташований на відстані близько 483 км на північний захід від Мадрида, 26 км на південний схід від Ла-Коруньї.

## Демографія
Динаміка населення (INE ):

## Галерея зображень

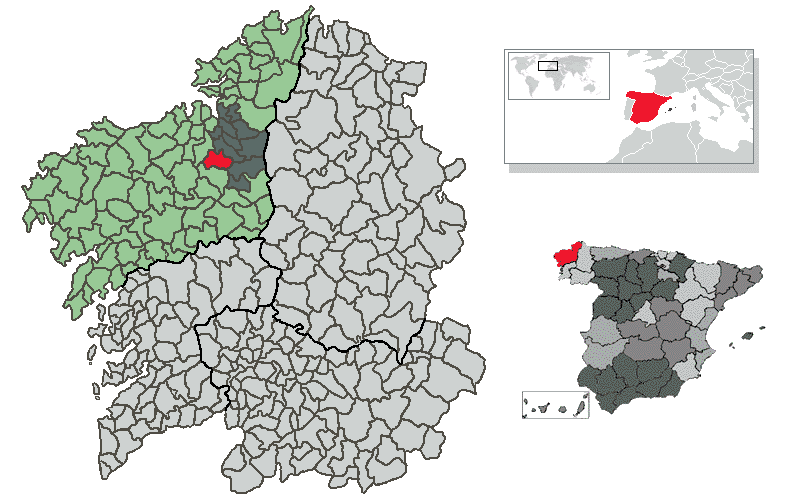
Розташування муніципалітету